# Waalse Pijl 2006
De 70e editie van de Waalse Pijl werd gehouden op woensdag 19 april 2006. De start lag in Charleroi, de finish in Hoei, op de Muur van Hoei.

## Verloop

### Wedstrijd mannen
De 70e editie werd geopend door Frédéric Finot en José Luis Arrieta, die een maximale voorsprong kregen van acht minuten, maar uiteindelijk 100 km later werden ingelopen. Daarna was het de beurt aan Raborenner Óscar Freire die na 140 km wegsprong en Alexandre Moos als vluchtmakker kreeg. Zij kregen een voorsprong van anderhalve minuut, maar ook die voorsprong slonk snel toen Peter Luttenberger en Paolo Bettini op de Côte de Bohisseau het heft in handen namen. Verderop, op de Côte de Ahin, met nog 12 km tot de Muur van Hoei, werd het duo ingerekend. Vele demarrages volgden elkaar in rap tempo op, maar de beslissing viel pas bij de derde en laatste beklimming van de Muur. Met een groep van zo'n 30 renners werd er aan de slotklim begonnen. De pogingen van Gil en Sanchez kwamen te vroeg, waarna Valverde de wedstrijd op zo'n 75 meter van de finish de beslissende aanval plaatste. Van de 193 gestarte renners kwamen 155 coureurs over de eindstreep.

### Wedstrijd vrouwen
Bij de vrouwen ging de overwinning voor de derde keer naar de Britse Nicole Cooke. Eerder won zij de wedstrijd al in 2003 en 2005, waarmee ze in de voetsporen trad van Fabiana Luperini die de koers eveneens driemaal wist te winnen. De vrouwen legden dezelfde laatste 106 kilometer af als de mannen. Ook hier viel de beslissing tijdens de laatste beklimming van de Muur van Hoei, waar Cooke zich de sterkste toonde voor haar medevluchters. Het was voor de vrouwen de vierde wedstrijd in de strijd om de UCI Road Women World Cup 2006.

## Resultaten

### Uitslag mannen
| Waalse Pijl 2006 (202 km) |                       |                       |          |
| Plaats                    | Naam                  | Ploeg                 | Tijd     |
| Winnaar                   | Alejandro Valverde    | Caisse d'Epargne-IB   | 4u42'45" |
| 2                         | Samuel Sánchez        | Euskaltel-Euskadi     | z.t.     |
| 3                         | Karsten Kroon         | Team CSC              | z.t.     |
| 4                         | Fränk Schleck         | Team CSC              | z.t.     |
| 5                         | Patrik Sinkewitz      | T-Mobile Team         | +00' 03" |
| 6                         | Danilo Di Luca        | Liquigas              | +00' 05" |
| 7                         | David Etxebarria      | Liberty Seguros-Würth | +00' 07" |
| 8                         | Koldo Gil             | Saunier-Duval         | +00' 10" |
| 9                         | Sergei Ivanov         | T-Mobile Team         | +00' 12" |
| 10                        | Matthias Kessler      | T-Mobile Team         | +00' 14" |
|                           |                       |                       |          |
| 20                        | Jurgen Van den Broeck | Discovery Channel     | +00' 31" |

| Stand UCI ProTour 2006 |                     |                       |        |
| Plaats                 | Naam                | Ploeg                 | Punten |
| Gouden trui            | Tom Boonen          | Quick Step-Innergetic | 129    |
| 2                      | Alessandro Ballan   | Lampre-Fondital       | 105    |
| 3                      | Samuel Sánchez      | Euskaltel-Euskadi     | 89     |
| 4                      | Alejandro Valverde  | Caisse d'Epargne-IB   | 86     |
| 5                      | Fränk Schleck       | Team CSC              | 85     |
| 6                      | Fabian Cancellara   | Team CSC              | 84     |
| 7                      | Alessandro Petacchi | Team Milram           | 72     |
| 8                      | Antonio Colom       | Caisse d'Epargne-IB   | 71     |
| 9                      | Filippo Pozzato     | Quick Step-Innergetic | 70     |
| 10                     | Patrik Sinkewitz    | T-Mobile Team         | 60     |
|                        |                     |                       |        |
| 12                     | Karsten Kroon       | Team CSC              | 60     |

### Uitslag vrouwen
| Waalse Pijl 2006 (106 km) |                   |                          |          |
| Plaats                    | Naam              | Ploeg                    | Tijd     |
| Winnaar                   | Nicole Cooke      | Univega Pro Cycling Team | 2u55'03" |
| 2                         | Judith Arndt      | T-Mobile                 | +00' 02" |
| 3                         | Trixi Worrack     | Nürnberger Versicherung  | +00' 03" |
| 4                         | Oenone Wood       | Nürnberger Versicherung  | +00' 07" |
| 5                         | Amber Neben       | Buitenpoort-Flexpoint    | +00' 09" |
| 6                         | Edita Pučinskaitė | Nobili Rubinetterie      | z.t.     |
| 7                         | Sofie Goor        | Vlaanderen-Caprisonne    | z.t.     |
| 8                         | Nicole Brändli    | Bigla Cycling Team       | +00' 12" |
| 9                         | Noemi Cantele     | Bigla Cycling Team       | +00' 18" |
| 10                        | An Van Rie        | Lotto-Belisol            | +00' 20" |

| Stand UCI Road Women World Cup 2006 |                     |                          |        |
| Plaats                              | Naam                | Ploeg                    | Punten |
| Gouden trui                         | Ina-Yoko Teutenberg | T-Mobile                 | 120    |
| 2                                   | Nicole Cooke        | Univega Pro Cycling Team | 117    |
| 3                                   | Oenone Wood         | Nürnberger Versicherung  | 80     |
| 4                                   | Mirjam Melchers     | Buitenpoort-Flexpoint    | 75     |
| 5                                   | Sarah Ulmer         |                          | 75     |
| 6                                   | Miho Oki            |                          | 73     |
| 7                                   | Judith Arndt        | T-Mobile                 | 65     |
| 8                                   | Christiane Soeder   | Univega Pro Cycling Team | 59     |
| 9                                   | Annette Beutler     | Elk Haus Nö              | 58     |
| 10                                  | Tina Mayolo         |                          | 57     |

1936 · 1937 · 1938 · 1939 · 1940 · 1941 · 1942 · 1943 · 1944 · 1945 · 1946 · 1947 · 1948 · 1949 · 1950 · 1951 · 1952 · 1953 · 1954 · 1955 · 1956 · 1957 · 1958 · 1959 · 1960 · 1961 · 1962 · 1963 · 1964 · 1965 · 1966 · 1967 · 1968 · 1969 · 1970 · 1971 · 1972 · 1973 · 1974 · 1975 · 1976 · 1977 · 1978 · 1979 · 1980 · 1981 · 1982 · 1983 · 1984 · 1985 · 1986 · 1987 · 1988 · 1989 · 1990 · 1991 · 1992 · 1993 · 1994 · 1995 · 1996 · 1997 · 1998 · 1999 · 2000 · 2001 · 2002 · 2003 · 2004 · 2005 · 2006 · 2007 · 2008 · 2009 · 2010 · 2011 · 2012 · 2013 · 2014 · 2015 · 2016 · 2017 · 2018 · 2019 · 2020 · 2021 · 2022 · 2023 · 2024
Lijst van beklimmingen
 Parijs-Nice · 
 Tirreno-Adriatico · 
 Milaan-San Remo · 
 Ronde van Vlaanderen · 
 Gent-Wevelgem · 
 Ronde van het Baskenland · 
 Parijs-Roubaix · 
 Amstel Gold Race · 
 Waalse Pijl · 
 Luik-Bastenaken-Luik · 
 Ronde van Romandië · 
 Ronde van Catalonië · 
 Ronde van Italië · 
 Critérium du Dauphiné Libéré · 
 Ronde van Zwitserland · 
 Ploegentijdrit Eindhoven · 
 Ronde van Frankrijk · 
 Vattenfall Cyclassics · 
 Ronde van Duitsland · 
 Clásica San Sebastián · 
  ENECO Tour · 
 Ronde van Spanje · 
 GP Ouest-France-Plouay · 
 Ronde van Polen · 
 Kampioenschap van Zürich · 
 Parijs-Tours · 
 Ronde van Lombardije